# Domein De Hees
Domein De Hees is een historisch en landschappelijk belangwekkend domein nabij de Antwerpse plaats Rijkevorsel, gelegen langs de Hees.

## Geschiedenis
Het woord hees heeft betrekking op kreupelhout. Omstreeks 1500 was het al een heerlijk domein. Het was hertog Nikolaas Leopold van Salm-Salm die in 1754 de woeste gronden liet ontginnen. Ongeveer 600 ha werden omgevormd tot jachtgebied. Zestien brede dreven waaierden uit vanuit een centraal punt, waar zich het jachtslot bevond. Twee conventrische ringvormige dreven complementeerden de structuur. Ook de gracht rondom het jachthuis was ringvormig. Verder naar buiten bevond zich nog een ruitvormige drevenstructuur. Buiten het bosrijke jachtgebied lagen nog enkele landbouwgronden.
In 1757 werd in het middelpunt een stervormig paviljoen gebouwd, van waar de jachtopzieners een goed uitzicht over het gebied hadden. In 1792 werd het landgoed door de Fransen onteigend, om in 1815 door Koning Willem I weer aan prins Konstantijn van Salm-Salm te worden teruggegeven.
In 1852 werd het domein verkocht aan particulieren en het wisselde meermalen van eigenaar. In 1930 was het nog ruim 232 ha groot. Een deel werd verkaveld en na 1978 werd het verder verkleind tot 150 ha. Slechts het gebied binnen de ruit, en nog enkele bosgebieden buiten de ruit, bleven nog als jachtgebied over, de rest van het domein werd voor de landbouw gebruikt.
Het jachtpaviljoen werd tijdens de Tweede Wereldoorlog zwaar beschadigd en in 1946 hersteld en van een torentje voorzien. Later werd het omgebouwd tot een woning. Het boswachtershuis van omstreeks 1900 werd in eclectische stijl gebouwd.